# Myzocallis occidentalis
Myzocallis occidentalis är en insektsart. Myzocallis occidentalis ingår i släktet Myzocallis och familjen långrörsbladlöss. Inga underarter finns listade i Catalogue of Life.